# Chesley Sullenberger
Chesley Burnett "Sully" Sullenberger III, född 23 januari 1951 i Denison, Texas, är en amerikansk pilot. Han blev internationellt uppmärksammad då han nödlandade US Airways flight 1549 i Hudsonfloden den 15 januari 2009. Han räddade därmed livet på 155 personer och förhindrade enorma potentiella skador på kringliggande bebyggelse.
Sullenberger började vid U.S. Air Force Academy 1969, där han utbildades till stridspilot och tog officersexamen och en bachelor of science-examen 1973. Han flög jaktflygplan av typen F-4 Phantom II i USA:s flygvapen från 1973 till 1980 och uppnådde den militära graden kapten. 1980 lämnade han flygvapnet och började arbeta som trafikpilot hos Pacific Southwest Airlines, som 1988 köptes av US Air, som 1996 bytte namn till US Airways.
2010 gick Sullenberger i pension från US Airways. Han övergick till att huvudsakligen arbeta med en egen konsultfirma inom bland annat flygsäkerhet, Safety Reliability Methods, Inc., som han grundade 2007. Från 2011 har han varit verksam som flyg- och säkerhetsexpert vid CBS News.
I filmen Sully från 2016 porträtteras han av Tom Hanks.

## US Airways Flight 1549
Huvudartikel: US Airways Flight 1549
US Airways flight 1549 var en Airbus A320, registrering N106US, som 15 januari 2009 skulle flyga från LaGuardia Airport utanför New York till Seattle i Washington, med mellanlandning i Charlotte i North Carolina. Sullenberger var befälhavare och Jeffrey Skiles var styrman. Några minuter efter starten fick flygplanet problem med motorerna på grund av en fågelkollision och Sullenberger tvingades nödlanda i Hudsonfloden. Alla ombord överlevde.